# Política de Ruanda
Ruanda conquistou sua independência em 1 de julho de 1962. Política de Ruanda reflete os sistemas de direito civil belga e alemão e a costumeira lei ocorre no âmbito de um presidencial república, pelo qual o Presidente de Ruanda é tanto chefe de estado quanto chefe de governo, e de um sistema multipartidário.
O Poder Executivo é exercido pelo governo, Poder legislativo é investido tanto no governo e nas duas câmaras do Parlamento, o Senado e Câmara dos Deputados. Em 5 de maio de 1995, a Assembleia Nacional de Transição aprovou uma nova Constituição que incluía elementos da Constituição de 18 de junho de 1991 bem como as disposições do acordo de paz de Arusha de 1993 e o protocolo de entendimento multipartidário de novembro de 1994.